# Walter Bröker
Walter Bröker (* 14. Januar 1906 in Detmold; † 2. August 1977 ebenda) war ein deutscher SPD-Politiker und Bürgermeister der Stadt Detmold.

## Leben
Walter Bröker trat im Alter von 16 Jahren der Arbeiterjugend bei, mit 18 der SPD. Nach dem Zweiten Weltkrieg war er ab 1946 im Rat der Stadt Detmold. 1964 wurde Walter Bröker mit den Stimmen aller Ratsfraktionen als Nachfolger von Bruno Kirchhof zum Bürgermeister der Stadt Detmold gewählt. In seine Amtszeit fallen der Bau des Stadtgymnasiums, der Realschule II und des Hallenbades, außerdem die Eingemeindung der vorher selbstständigen Ortschaften zu Detmold am 1. Januar 1970. 1972 trat er aus gesundheitlichen Gründen als Bürgermeister zurück, sein Nachfolger wurde sein bisheriger Stellvertreter Friedrich Vogt. Er starb 1977, seine Urne wurde auf dem Alten Friedhof an der Blomberger Straße beigesetzt.
Walter Bröker war Ehrenvorsitzender des Ortsvereins Detmold der SPD, Vorsitzender des Werksausschusses der Stadtwerke Detmold, Mitglied des Bauausschusses der Lippischen Landes-Brandversicherungsanstalt, im Kuratorium der Hermannsdenkmal-Stiftung, Ehrenmitglied des Detmolder Turnvereins von 1860, stellvertretender Verbandsvorsteher des Landesverbandes Lipps und am Aufbau des Ortsvereins Detmold der AWO beteiligt.
In Detmold ist eine Straße nach Walter Bröker benannt worden.